# بريشاة بيغمراد (مقاطعة دالاهو)
بريشاة بيغمراد (بالفارسية: بریشاه بیگ‌مراد) هي قرية تقع في قسم قلخاني الريفي (مقاطعة دالاهو) في إيران. يقدر عدد سكانها بـ 121 نسمة .